# Кренжелок, Януш
Януш Кренжелок (пол. Janusz Krężelok, род. 18 декабря 1974, Истебна, Цешинский повет) — известный польский лыжник, участник четырёх Олимпийских игр и восьми чемпионатов мира, победитель этапа Кубка мира. Специализировался в спринтерских гонках.

## Карьера
Тренер ― Вадим Анучин. В Кубке мира Кренжелок дебютировал в ноябре 1995 года, в феврале 2004 года одержал единственную в карьере победу на этапе Кубка мира, в спринте. Кроме победы имеет на своём счету 1 попадание в тройку лучших на этапах Кубка мира, так же в спринте. Лучшим достижением Кренжелока в общем итоговом зачёте Кубка мира является 27-е место в сезоне 2003-04.
На Олимпиаде-1998 в Нагано, был 76-м в гонке на 10 км классикой, 53-м в гонке преследования и 40-м в гонке на 50 км свободным стилем.
На Олимпиаде-2002 в Солт-Лейк-Сити, стартовал в двух гонках: дуатлон 10+10 км — 32-е место и спринт — 9-е место.
На Олимпиаде-2006 в Турине, был 19-м в спринте свободным стилем, 25-м в гонке на 15 км классическим стилем и 7-м в командном спринте классическим стилем.
На Олимпиаде-2010 в Ванкувере, показал следующие результаты: спринт — 28-е место и командный спринт — 12-е место.
За свою карьеру принимал участие в восьми чемпионатах мира, лучший результат 5-е место в командном спринте на чемпионате мира — 2007, а в личных гонках 7-е место в спринте на первенстве 2005 года.
Януш Кренжелок завершил спортивную карьеру по окончании сезона 2009/10.
Использовал лыжи производства фирмы Fischer, ботинки и крепления Salomon.